# 本庄宗正
本庄 宗正（ほんじょう むねまさ、天正8年（1580年） - 寛永16年8月29日（1639年9月26日））は、安土桃山時代から江戸時代前期の武士。通称は太郎兵衛、初名は宗利。姓は有道氏。父は本庄宗道?。長男に道芳、次男に宗資、長女（後妻の連れ子）に桂昌院（3代将軍徳川家光の側室）。摂関家の一つ二条家の家臣、いわゆる青侍を務めた。京都賀茂神社の神職の出。江戸幕府5代将軍・徳川綱吉の外祖父にあたる。

## 武蔵国児玉党系本庄氏
児玉党系本庄氏の流れを自称している。伝承によると、児玉弘行の5世孫である太郎（本庄宗長）が、武蔵国児玉郡本庄に住み、地名を氏とした。本庄太郎宗長は足利義満に仕えたとある。その後、三好氏に味方して堺の郡代となり、次（宗長の子息の代）に大和の郡代となり、天正11年（1583年）になると摂津国に移住した。その孫である宗正は寛永16年（1639年）8月29日に60歳で没したと伝えられている（『日本人名大辞典』を一部引用）。

## 家族
先妻は二条家の女で、一男一女を残して早世。後妻は、本庄家出入り商人だった京都堀川通西藪屋町の八百屋・仁左衛門の未亡人で、本庄家に奉公しお手付きとなり男子を出産したため、前夫との娘二人（うち一人がのちの桂昌院）を連れて嫁入りした。